# Natālija Laščonova
Natālija Laščonova (* 16. September 1973 in Jelgava, Sowjetunion) ist eine ehemalige lettische Kunstturnerin.

## Karriere
Laščonova begann im Alter von sechs Jahren mit dem Turnsport und wurde Ende der 1980er Jahre eine der erfolgreichsten sowjetischen Turnerinnen. Bei den Olympischen Spielen 1988 in Seoul gewann sie mit der sowjetischen Mannschaft die Goldmedaille im Mannschaftsmehrkampf. Im Einzelmehrkampf belegte sie den fünften Platz. Im selben Jahr wurde sie sowjetische Meisterin im Sprung und am Boden. 1989 folgte der nationale Titel im Einzelmehrkampf sowie Bronze im Einzelmehrkampf bei den sowjetischen Meisterschaften 1990.
Bei den Weltmeisterschaften 1989 wurde sie mit der sowjetischen Mannschaft Weltmeisterin und gewann zudem Silber im Einzelmehrkampf. Bei der Universiade 1991 in Sheffield holte sie vier Medaillen: Gold am Boden, Silber im Sprung und am Stufenbarren sowie Bronze mit der Mannschaft.
Für ihre sportlichen Erfolge wurde sie 1988 als Verdiente Meisterin des Sports der UdSSR ausgezeichnet. Nach ihrem Karriereende 1991 heiratete sie zunächst einen belarussischen Turner und zog nach Belarus. Nach der Trennung wanderte sie mit ihrer Tochter in die Vereinigten Staaten aus, wo sie heute in Mason als Trainerin arbeitet.